# Kraj ołomuniecki
Kraj ołomuniecki (cz. Olomoucký kraj) – region administracyjny w Czechach, odpowiednik polskiego województwa, położony w środkowej i północno-zachodniej części Moraw (większość terytorium), oraz w północno-zachodniej części czeskiego Górnego Śląska oraz skrawek Dolnego Śląska (w tym cały powiat jesenicki). Na wschodzie sąsiaduje z krajem morawsko-śląskim, na  południowym wschodzie z krajem zlińskim, na południowym zachodzie z krajem południowomorawskim, a na zachodzie z krajem pardubickim. Na północy graniczy z polskimi województwami dolnośląskim i  opolskim.

## Warunki geograficzne
Teren kraju ołomunieckiego opada od północy (pasmo Jesioników ze szczytem Pradziad 1492 m n.p.m.) ku południowi. W paśmie górskim Jesioników przebiega granica pomiędzy Morawą a Górnym Śląskiem. Zachód i południowy zachód to Wyżyna Czeskomorawska, na wschodniej granicy znajdują się Góry Odrzańskie. Południowo-wschodnia część to żyzna nizina.
Z północy na południe płynie rzeka Morawa, która odprowadza większość wód powierzchniowych województwa. Morawa jest dopływem Dunaju i należy do zlewni Morza Czarnego. Niewielki, północny fragment kraju odwadniany jest przez Odrę i należy do zlewni Morza Bałtyckiego.
Znajduje się tu najgłębsza przepaść w Czechach – przepaść Hranicka (minus 244,5 m). Interesującymi pod względem przyrodniczym są: dolina Morawy pomiędzy Mohelnicami a Ołomuńcem (CHKO Litovelské Pomoraví), parki przyrodnicze Sovinecko i Velký Kosíř. Jesioniki (w tym Góry Odrzańskie) porośnięte są gęstymi lasami przecinanymi wijącymi się strumieniami.

## Podział administracyjny
Poprzednio województwo podzielone było na powiaty:
- Jeseník
- Ołomuniec
- Przerów
- Prościejów
- Šumperk.

Z początkiem 2003 r. urzędy powiatowe uległy likwidacji, choć sam podział administracyjny pozostał. Ich rolę przejęły urzędy gminne o rozszerzonych uprawnieniach.  Poza wymienionymi dawnymi miastami powiatowymi mieszczą się one w miastach:   Hranice, Konice, Lipník nad Bečvou, Litovel, Mohelnice, Šternberk, Uničov, Zábřeh.
Kraj składa się z 397 gmin, z tego 13 gmin o rozszerzonych uprawnieniach. Prawa miejskie ma 27 miast. Miastem głównym jest Ołomuniec. Ołomuniec jest także siedzibą archidiecezji.

## Historia
Kraj ołomuniecki powstał 1 stycznia 2000 r.
W przeszłości Ołomuniec rywalizował z Brnem o pierwszeństwo na Morawach. Już za panowania dynastii Przemyślidów Morawy były podzielone pomiędzy Ołomuniec, Brno i Znojmo. W późniejszych czasach Brno stało się siedzibą władz lokalnych, po czym Morawy podzielono na części administrowane przez Brno i Ołomuniec. Po reformie z 1948, na lata 1949-1960 powołano kraj ołomuniecki o terytorium znacznie większym od obecnego. W 1960 roku dokonano nowego podziału administracyjnego powołując kraje: północnomorawski, południowomorawski i wschodnioczeski. Ten stan trwał do 1999 r., kiedy to z części dawnych krajów południowomorawskiego i północnomorawskiego (będących odtąd jedynie okręgami terytorialnymi dla różnych instytucji państwowych, bez własnej administracji) utworzono kraj ołomuniecki.

## Gospodarka
Podstawą gospodarki województwa jest przemysł budowy maszyn, elektrotechniczny i budowy aparatury optycznej. Natomiast znaczenie rolnictwa stale się zmniejsza.

## Komunikacja
Z zachodu na wschód przebiega główny czeski szlak kolejowy z Pragi poprzez: Pardubice, Zábřeh, Ołomuniec, Przerów, Hranice i dalej przez rejon ostrawski na Słowację lub do Polski. Autostrada D46 łączy Ołomuniec z autostradą D1 w kierunku Brna. Połączenie szybkiego ruchu (autostrady D35 i D1) z Ostrawą jest w trakcie budowy. Po ukończeniu stanie się częścią zintegrowanego systemu drogowo-autostradowego kraju ołomunieckiego (IDSOK).

## Szkolnictwo i nauka
Ołomuniec jest siedzibą założonego w 1576 r., na bazie szkoły jezuickiej, Uniwersytetu Palackiego (cz. Univerzita Palackého).